# Génesis 1:2
Génesis 1:2 es el segundo versículo de la narración de la creación del Génesis. Es parte de la porción de la Torá Bereshit (Génesis 1:1-6:8).

## Texto hebreo
- Vocalizado: והארץ היתה תהו ובהו וחשך על־פני תהום ורוח אלהים מרחפת על־פני המים
- Transliterado: Wəhā’āreṣ hāyəṯāh ṯōhû wāḇōhû wəḥōšeḵ ‘al-pənê ṯəhôm wərûaḥ ’ĕlōhîm məraḥep̱eṯ ‘al-pənê hammāyim.[1]

1. Wəhā’āreṣ: «y la tierra».
2. hāyəṯāh: «estaba».
3. tohu wabohu: difícil de traducir; comúnmente interpretado como «sin forma y vacía».
4. wəḥōšeḵ: «y la oscuridad».
5. ‘al-pənê: «[estaba] sobre (o cubría) [la] faz».
6. ṯəhôm: un concepto mitológico o cosmológico a menudo traducido como «el abismo».
7. wərûaḥ: «y [la] ruáj», término difícil de traducir e interpretado como «espíritu» o «viento».
8. ĕlōhîm: el término hebreo genérico para Dios o dioses; distinto de YHWH, el nombre del dios de Israel.
9. məraḥep̱eṯ: comúnmente traducido como «se movía», «se cernía», «revoloteaba» o «aleteaba».
10. ‘al-pənê hammāyim: «sobre la faz de las aguas».

## Traducción
«Tohu wabohu» se traduce comúnmente como «sin forma y vacía», y denota la ausencia de alguna cualidad abstracta, como el propósito o el valor. Tohu en sí mismo significa desierto, como un desierto, vacío, deshabitado (como en Jeremías 4:23 e Isaías 34:11), de modo que «Tohu wabohu» significa que la tierra estaba vacía de vida, ya sea de plantas, animales o humanos. «Təhôm» era el océano cósmico ubicado tanto encima como debajo de la tierra. «Rûaḥ» significa «viento»; el viento sopla (en lugar de revolotear) «‘al-pənê hammāyim» , sobre la superficie de las aguas de Tehom.

## Análisis
Génesis 1:2 presenta la condición inicial de creación, a saber, tohu wa-bohu, sin forma y vacía. Esto sirve para presentar el resto del capítulo, que describe un proceso de formación y llenado. Es decir, en los primeros 3 días se forman el firmamento (los cielos), el cielo (terrestre) y la tierra, y se llenan en los días 4 a 6 por luminarias, pájaros y peces, y animales y hombres, respectivamente.
Antes de que Dios comience a crear, el mundo es tohu wa-bohu (en hebreo: תֹהוּ וָבֹהוּ): la palabra tohu en sí misma significa «vacuidad, futilidad»; se utiliza para describir la yermedad del desierto. Bohu no tiene un significado conocido y aparentemente fue acuñado para rimar y reforzar a tohu. Aparece nuevamente en Jeremías 4:23, donde Jeremías advierte a Israel que la rebelión contra Dios conducirá al regreso de la oscuridad y el caos, «como si la tierra hubiera sido ‹no creada›». Según Walton, Tohu wa-bohu (caos) es la condición que bara (ordenar) remedia.
La Oscuridad y el «Abismo» (en hebreo: תְהוֹם, tehôm) son dos de los tres elementos del caos representado en tohu wa-bohu (el tercero es la tierra «sin forma»). En el Enûma Eliš, el Abismo es personificado como la diosa Tiamat, enemiga de Marduk; aquí es el cuerpo sin forma de agua primitiva que rodea el mundo habitable, que luego será liberado durante el Diluvio, cuando «todas las fuentes del gran abismo brotaron» de las aguas debajo de la tierra y de las «ventanas» del cielo. William Dumbrell sostiene que la referencia al «abismo» en este versículo «alude al detalle de las antiguas cosmologías del Cercano Oriente» en las que "una amenaza general al orden proviene del mar rebelde y caótico, que finalmente es domado por un dios guerrero». Dumbrell continúa sugiriendo que Génesis 1:2 «refleja algo de la lucha de caos/orden característica de las cosmologías antiguas». Sin embargo, David Toshio Tsumura sostiene que la palabra hebrea tehôm es simplemente un sustantivo común que se refiere al agua subterránea, y cuestiona la existencia de ninguna conexión entre ese término y el caos.
El «Espíritu de Dios» que se mueve sobre las aguas en algunas traducciones de Génesis 1:2 proviene de la frase hebrea ruaj elohim, que alternativamente se ha interpretado como un «gran viento». Victor P. Hamilton se decanta, algo tentativamente, por el «espíritu de Dios», pero descarta cualquier sugerencia de que este pueda identificarse con el Espíritu Santo de la teología cristiana. Rûaj (רוּחַ) tiene los significados de «viento, espíritu, aliento», y elohim puede significar «grande» y «dios». La ruaj elohim que se mueve sobre el Abismo, por lo tanto, puede significar «viento/aliento de Dios» (el viento de tormenta es el aliento de Dios en Salmos 18:15 y en otros lugares, y el viento de Dios regresa en la historia del Diluvio como el medio por el cual Dios restaura el tierra); el «espíritu» de Dios, un concepto que es algo vago en la Biblia Hebrea; o simplemente un gran viento de tormenta.

## Apéndice: Traducciones de Génesis 1:2
| Traducción                    | Texto |
| ----------------------------- | --- |
| Reina-Valera                  | Y la tierra estaba desordenada y vacía, y las tinieblas estaban sobre la faz del abismo, y el Espíritu de Dios se movía sobre la faz de las aguas.                                    |
| La Biblia de las Américas     | Y la tierra estaba sin orden y vacía, y las tinieblas cubrían la superficie del abismo, y el Espíritu de Dios se movía sobre la superficie de las aguas.                              |
| La Biblia del Siglo de Oro    | La tierra estaba desordenada y vacía, las tinieblas estaban sobre la faz del abismo y el espíritu de Dios se movía sobre la faz de las aguas.                                         |
| Nueva Versión Internacional   | La tierra era un caos total, las tinieblas cubrían el abismo, y el Espíritu de Dios se movía sobre la superficie de las aguas.                                                        |
| Nueva Traducción Viviente     | La tierra no tenía forma y estaba vacía, y la oscuridad cubría las aguas profundas; y el Espíritu de Dios se movía en el aire sobre la superficie de las aguas.                       |
| La Palabra (España)           | la tierra era una masa caótica y las tinieblas cubrían el abismo, mientras un viento impetuoso sacudía la superficie de las aguas.                                                    |
| La Palabra (Hispanoamérica)   | la tierra era una masa caótica y las tinieblas cubrían el abismo, mientras un viento impetuoso sacudía la superficie de las aguas.                                                    |
| Biblia de Jerusalén           | La tierra era caos y confusión y oscuridad por encima del abismo, y un viento de Dios aleteaba por encima de las aguas.                                                               |
| Biblia Latinoamericana        | todo era confusión y no había nada en la tierra. Las tinieblas cubrían los abismos mientras el espíritu de Dios aleteaba sobre la superficie de las aguas.                            |
| El Libro del Pueblo de Dios   | La tierra era algo informe y vacío, las tinieblas cubrían el abismo, y el soplo de Dios se cernía sobre las aguas.                                                                    |
| Dios Habla Hoy                | La tierra no tenía entonces ninguna forma; todo era un mar profundo cubierto de oscuridad, y el espíritu de Dios se movía sobre el agua.                                              |
| Traducción en Lenguaje Actual | la tierra no tenía forma, ni había en ella nada que tuviera vida. Las aguas estaban cubiertas por una gran oscuridad, pero sobre la superficie del agua se movía el espíritu de Dios. |

## Lectura adicional
- Jewish Publication Society. The Torah: The Five Books of Moses (3a ed). Philadelphia: 1999.